# C*-algebra
C*-algebra (czyt. ce-gwiazdka-algebra; czasami algebra typu ce-gwiazdka) – zespolona algebra Banacha {\displaystyle A} z dodatkowym działaniem inwolucji {\displaystyle ^{*}\colon A\to A} ({\displaystyle A} jest więc *-algebrą), spełniającym warunek
(C*) {\displaystyle {}\quad \|a^{*}a\|=\|a\|\ \|a^{*}\|\quad (a\in A).}
Motywacją rozważania pojęcia C*-algebry była chęć aksjomatycznego ujęcia własności algebraicznych obserwabli w mechanice kwantowej. C*-algebry będące podalgebrami algebry operatorów ograniczonych na przestrzeni Hilberta pojawiły się w matematyce i fizyce matematycznej w latach 30. XX wieku.

## Przykłady
- Niech {\displaystyle H} będzie przestrzenią Hilberta. Algebra {\displaystyle {\mathcal {B}}(H)} wszystkich operatorów liniowych i ograniczonych na {\displaystyle H} ma strukturę algebry Banacha (normą w tej algebrze jest norma operatorowa). Operacja sprzężenia operatora {\displaystyle T\to T^{*}} jest inwolucją na tej algebrze spełniającą warunek (C*), tj. algebra {\displaystyle {\mathcal {B}}(H)} jest C*-algebrą. C*-algebra ta jest nieprzemienna, gdyż istnieją niekomutujące ze sobą operatory na przestrzeni Hilberta.
- Operatory zwarte na przestrzeni Hilberta {\displaystyle H} tworzą domknięty ideał w algebrze {\displaystyle {\mathcal {B}}(H)} (w szczególności, tworzą one domkniętą podalgebrę {\displaystyle {\mathcal {B}}(H)}). Algebra {\displaystyle K(H)} operatorów zwartych jest zamknięta na inwolucję, a więc sama jest C*-algebrą. Identyczność na nieskończenie wymiarowej przestrzeni Hilberta nie jest operatorem zwartym, a więc algebra {\displaystyle K(H)} nie ma jedynki.
- Niech {\displaystyle K} będzie lokalnie zwartą przestrzenią Hausdorffa. W przestrzeni Banacha {\displaystyle C_{0}(K)} złożonej z zespolonych funkcji ciągłych na {\displaystyle K} i znikających w nieskończoności (normą w tej przestrzeni jest norma supremum) można wprowadzić działanie mnożenia określone punktowo oraz inwolucję, definiując {\displaystyle f^{*}(z)} jako sprzężenie zespolone wartości {\displaystyle f(z)} dla każdego punktu {\displaystyle z} przestrzeni {\displaystyle K.} Przestrzeń {\displaystyle C_{0}(K)} z tak zadanymi działaniami mnożenia i inwolucji jest przemienną C*-algebrą. Algebra ta ma jedynkę wtedy i tylko wtedy, gdy przestrzeń {\displaystyle K} jest zwarta (wówczas jej elementami są wszystkie zespolone funkcje ciągłe na {\displaystyle K;} w tym przypadku używa się zwykle symbolu {\displaystyle C(K)} zamiast {\displaystyle C_{0}(K)}). Przestrzeń {\displaystyle \ell _{\infty }} (z działaniami mnożenia i inwolucji zadanymi podobnie) jest również przemienną C*-algebrą. W szczególności, przestrzeń {\displaystyle \ell _{\infty }} jest izomorficzna z przestrzenią {\displaystyle C(\beta \omega ),} gdzie {\displaystyle \beta \omega } oznacza uzwarcenie Čecha-Stone’a zbioru liczb naturalnych z topologią dyskretną. Podobnie, przestrzeń c0 jest algebrą postaci {\displaystyle C_{0}(K),} gdzie {\displaystyle K} jest zbiorem liczb naturalnych z topologią dyskretną.
- W przypadku gdy {\displaystyle A} jest C*-algebrą oraz {\displaystyle M_{n}} oznacza algebrę macierzy kwadratowych stopnia {\displaystyle n,} to algebrę macierzy {\displaystyle M_{n}(A)} o współczynnikach z algebry {\displaystyle A} można w naturalny sposób wyposażyć w strukturę C*-algebry (por. podjednorodna C*-algebra).

## Elementy normalne, samosprzężone i rzutowania
Pojęcia operatora normalnego, samosprzężonego, rzutu rozszerza się na elementy C*-algebr. Dokładniej, o elemencie {\displaystyle a} C*-algebry {\displaystyle A} mówi się, że jest
- normalny, gdy komutuje ze swoim sprzężeniem, tj. {\displaystyle aa^{*}=a^{*}a;}
- samosprzężony, gdy jest równy swojemu sprzężeniu, tj. {\displaystyle a=a^{*};}
- rzutem, gdy jest samosprzężony i idempotentny, tj. {\displaystyle a=a^{*}} oraz {\displaystyle a^{2}=a.}

### Klasyfikacja rzutów
Istnieje naturalna relacja równoważności w rodzinie rzutów danej C*-algebry {\displaystyle A.} Dwa rzuty {\displaystyle p,q\in A} są równoważne w sensie Murraya-von Neumanna (ozn. {\displaystyle p\sim q}), gdy istnieje taka częściowa izometria {\displaystyle v\in A,} że {\displaystyle p=v^{*}v} i {\displaystyle q=vv^{*}.} Rzuty dzieli się na skończone i nieskończone. Rzut {\displaystyle p} w C*-algebrze {\displaystyle A} jest
- nieskończony, gdy {\displaystyle p\sim q} dla pewnego właściwego rzutu {\displaystyle q\in A} spełniającego {\displaystyle q\leqslant p,}
- skończony, gdy nie jest nieskończony.

Spośród rzutów nieskończonych wyróżnia się rzuty nieskończone w sposób właściwy, tj. takie rzuty {\displaystyle p,} dla których istnieją takie dwa rzuty {\displaystyle p_{1},p_{2}\in A,} że {\displaystyle p_{1}p_{2}=0} (wzajemna ortogonalność), {\displaystyle p_{1}+p_{2}\leqslant p} oraz {\displaystyle p\sim p_{1}\sim p_{2}.}
Dla niezerowego rzutu {\displaystyle p\in A} następujące warunki są równoważne:
1. {\displaystyle p} jest nieskończony w sposób właściwy,
2. {\displaystyle p\oplus p\leqslant p,}
3. istnieją takie częściowe izometrie {\displaystyle s_{1},s_{2}\in A,} że {\displaystyle s_{1}^{*}s_{1}+s_{2}^{*}s_{2}=p} oraz {\displaystyle s_{1}s_{1}^{*}+s_{2}s_{2}^{*}\leqslant p,}
4. obraz {\displaystyle p} w dowolnej algebrze ilorazowej {\displaystyle A} poprzez kanoniczny homomorfizm ilorazowy jest albo rzutem zerowym albo rzutem nieskończonym.

Przykładem rzutu, który jest nieskończony, ale nie jest nieskończony w sposób właściwy jest jedynka algebry Toepliza, tj. C*-algebry generowanej przez operator przesunięcia na {\displaystyle \ell _{2}(N).}

### Elementy normalne i twierdzenie spektralne
Każdy element samosprzężony jest normalny. Twierdzenie spektralne rozszerza się na elementy C*-algebr i w swej najbardziej abstrakcyjnej formie mówi, że najmniejsza C*-algebra z jedynką generowana przez element normalny jest przemienna. Twierdzenie, to prowadzi do pojęcia ciągłego rachunku funkcyjnego dla elementu normalnego {\displaystyle a,} tj. pozwala zdefiniować ściśle element {\displaystyle f(a),} gdzie {\displaystyle f} jest zespoloną funkcją ciągłą określoną na widmie {\displaystyle a.}
W przypadku gdy C*-algebra jest postaci {\displaystyle C_{0}(K),} to jej rzutami są funkcje będące funkcjami charakterystycznymi domknięto-otwartych podzbiorów {\displaystyle K} (jeżeli przestrzeń {\displaystyle K} jest spójna i zwarta istnieją tylko dwa rzuty: funkcja stale równa 0 i funkcja stale równa 1).

## Własności spektralne
- Promień spektralny elementu normalnego jest równy jego normie.
- W przypadku, gdy C*-algebra {\displaystyle A} ma jedynkę, to widmo elementu odwracalnego w {\displaystyle A} jest zawarte w okręgu jednostkowym.
- Element {\displaystyle a} C*-algebry jest samosprzężony wtedy i tylko, gdy jego widmo zawarte jest w zbiorze liczb rzeczywistych.
- Jeżeli {\displaystyle A} i {\displaystyle B} są C*-algebrami, {\displaystyle A\subseteq B} oraz algebry te mają wspólną jedynkę, to widmo elementu {\displaystyle a} algebry {\displaystyle A} (względem algebry {\displaystyle A}) jest takie samo jak jego widmo względem algebry {\displaystyle B.} Innymi słowy, widmo {\displaystyle a} nie zależy od C*-algebry, której jest on elementem.

## Elementy unitarne, twierdzenie Russo-Dyego
Element {\displaystyle u} C*-algebry {\displaystyle A} (z jedynką 1) jest unitarny, gdy {\displaystyle uu^{*}=1} (równoważnie, {\displaystyle u^{*}u=1,} bądź {\displaystyle u^{*}=u^{-1}}). Elementy unitarne uogólniają w naturalny sposób pojęcie macierzy czy operatora unitarnego. Russo i Dye udowodnili następujące twierdzenie.
Twierdzenie Russo-Dyego: Niech {\displaystyle A} będzie C*-algebrą z jedynką oraz {\displaystyle U} niech będzie zbiorem elementów unitarnych w {\displaystyle A.} Wówczas domknięta kula jednostkowa {\displaystyle B_{A}} jest równa domknięciu otoczki wypukłej zbioru {\displaystyle U,} tj.
{\displaystyle B_{A}={\overline {\operatorname {conv} }}U.}
Poniższy, elementarny dowód pochodzi od L.T. Gardnera.
Dowód. Niech {\displaystyle x\in A} oraz {\displaystyle \|x\|<1.} Wystarczy uzasadnić, że {\displaystyle x} należy do domknięcia zbioru {\displaystyle \operatorname {conv} U.} To sprowadza się jednak do pokazania, iż dla każdego {\displaystyle u\in U} element {\displaystyle y=(x+u)/2} należy do domknięcia {\displaystyle \operatorname {conv} U.} Rzeczywiście,
{\displaystyle y=[(x\cdot u^{-1}+1)/2]\cdot u.}
Ponieważ {\displaystyle \|x\cdot u^{-1}\|=\|x\|<1,} więc element {\displaystyle (x\cdot u^{-1}+1)} jest odwracalny, skąd również {\displaystyle y} jest elementem odwracalnym. Element {\displaystyle y} jest więc postaci {\displaystyle y=v|y|,} gdzie {\displaystyle v} jest pewnym elementem unitarnym oraz
{\displaystyle (y^{*}y)^{1/2}=|y|=(w+w^{*})/2,}
gdzie {\displaystyle w=|y|+i(1-|y|^{2})^{1/2}} jest również unitarne. Dowodzi, to że {\displaystyle B_{A}-U\subseteq U+U.} Z powyższego wynika więc, że {\displaystyle U} zawiera się w zbiorze {\displaystyle 2\cdot {\overline {\operatorname {conv} }}-x,} który jest domknięty i wypukły, a więc zawiera domknięcie {\displaystyle \operatorname {conv} U.} Równoważnie,
{\displaystyle {\tfrac {1}{2}}(x+{\overline {\operatorname {conv} }}U)\subseteq {\overline {\operatorname {conv} }}U.}
Ciąg {\displaystyle (x_{n})_{n=0}^{\infty }} elementów ze zbioru {\displaystyle {\overline {\operatorname {conv} }}U)} można zadać rekurencyjnie: {\displaystyle x_{0}} – dowolny element {\displaystyle U} oraz {\displaystyle x_{n+1}=(x+x_{n})/2;} ciąg ten jest zbieżny do {\displaystyle x.} {\displaystyle \Box }

## Dodatniość, stany
O operatorze {\displaystyle T} na przestrzeni Hilberta mówi się, że jest dodatni (czasem ściślej: nieujemny), gdy dla każdego elementu {\displaystyle x} z przestrzeni Hilberta spełniony jest warunek
{\displaystyle \langle Tx,x\rangle \geqslant 0.}
Dodatniość operatora {\displaystyle T} jest równoważna istnieniu takiego operatora {\displaystyle S,} że {\displaystyle T=SS^{*}.} Właśnie tę definicję przenosi się na ogólne C*-algebry i definiuje się pojęcie elementu dodatniego w C*-algebrze {\displaystyle A} jako takiego, który można przedstawić w postaci {\displaystyle a=bb^{*}} dla pewnego elementu {\displaystyle b} C*-algebry {\displaystyle A.} Dla elementu {\displaystyle a} C*-algebry następujące trzy warunki są równoważne:
1. {\displaystyle a} jest elementem dodatnim;
2. widmo elementu {\displaystyle a} zawiera się w nieujemnej półosi zbioru liczb rzeczywistych;
3. istnieje taki element samosprzężony {\displaystyle h} w C*-algebrze {\displaystyle A,} że {\displaystyle a=h^{2}.}

Zbiór elementów dodatnich w C*-algebrze tworzy stożek, oznaczany czasem symbolem {\displaystyle A_{+}.} Stożek ten jest domknięty i wypukły oraz spełnia warunek {\displaystyle A_{+}\cap -A_{+}=\{0\}.} W stożku {\displaystyle A_{+}} definiuje się porządek częściowy warunkiem {\displaystyle a\leqslant b} wtedy i tylko wtedy, gdy element {\displaystyle b-a} jest dodatni.
Funkcjonał liniowy {\displaystyle \varphi } na C*-algebrze {\displaystyle A} jest nazywany dodatnim, gdy dla każdego elementu dodatniego {\displaystyle a} z {\displaystyle A} spełniony jest warunek {\displaystyle \varphi (a)\geqslant 0.} Funkcjonał dodatni jest automatycznie ciągły (ograniczony). Funkcjonał dodatni o normie równej 1 nazywany jest stanem. Stan różnowartościowy nazywany jest wiernym.
Funkcjonał dodatni {\displaystyle \varphi } na C*-algebrze {\displaystyle A} spełnia następujące warunki dla dowolnych elementów {\displaystyle a,b} z {\displaystyle A{:}}
1. {\displaystyle \varphi (a^{*}b)={\overline {\varphi (b^{*}a)}};}
2. {\displaystyle |\varphi (b^{*}a)|^{2}\leqslant \varphi (a^{*}a)\cdot \varphi (b^{*}b).}

Powyższa nierówność jest więc pewną wersją nierówności Cauchy’ego-Schwarza. Założenie warunku (C*) nie jest tu istotne – te same własności mają funkcjonały dodatnie na dowolnych *-algebrach Banacha.

## Reprezentacje
Ważnym narzędziem w studiowaniu (abstrakcyjnych) C*-algebr są ich reprezentacje. Reprezentacją C*-algebry {\displaystyle A} nazywa się parę {\displaystyle (H,\pi ),} gdzie {\displaystyle H} jest pewną przestrzenią Hilberta oraz {\displaystyle \pi \colon A\to {\mathcal {B}}(H)} jest *-homomorfizmem (tj. homomorfizmem algebr zachowującym inwolucję; {\displaystyle \pi (a^{*})=(\pi (a))^{*}} dla dowolnego {\displaystyle a\in A}) o wartościach w *-algebrze {\displaystyle {\mathcal {B}}(H)} wszystkich ograniczonych operatorów liniowych na {\displaystyle H} ({\displaystyle {\mathcal {B}}(H)} z normą operatorową jest C*-algebrą). Szczególnie użyteczne okazują się reprezentacje o pewnych dodatkowych własnościach. I tak, o reprezentacji {\displaystyle (H,\pi )} C*-algebry {\displaystyle A} mówi się, że jest
- niezdegenerowana, gdy o ile tylko dla każdego {\displaystyle a\in A,} {\displaystyle \xi } jest takim elementem {\displaystyle H,} że {\displaystyle \pi (a)\xi =0,} to {\displaystyle \xi } musi być wektorem zerowym;
- cykliczna, jeżeli istnieje taki element {\displaystyle \xi \in H,} że zbiór {\displaystyle \{\pi (a)\xi :a\in A\}} jest gęsty w {\displaystyle H} (wektor {\displaystyle \xi } nazywany jest wówczas wektorem cyklicznym reprezentacji {\displaystyle (H,\pi );} każda reprezentacja cykliczna jest niezdegenrowana);
- wierna, gdy {\displaystyle \pi } jest monomorfizmem, tj. jeżeli {\displaystyle \pi (a)=0,} to {\displaystyle a=0;}
- nieprzywiedlna, gdy rodzina operatorów {\displaystyle \pi (A)=\{\pi (a)\colon a\in A\}} nie ma wspólnej, domkniętej, nietrywialnej (tj. różnej od {\displaystyle \{0\}} i {\displaystyle H}) podprzestrzeni niezmienniczej.

Dla reprezentacji {\displaystyle \pi \colon A\to {\mathcal {B}}(H)} następujące warunki są równoważne:
- {\displaystyle \pi } jest nieprzywiedlna,
- {\displaystyle \pi (A)'=\{cI\colon c} jest liczbą zespoloną {\displaystyle {}\!\}}
- {\displaystyle \pi (A)''={\mathcal {B}}(H),}
- {\displaystyle \pi (A)} jest gęste w {\displaystyle {\mathcal {B}}(H)} w mocnej topologii operatorowej.

Istnieją dwa zasadnicze twierdzenia o reprezentacji C*-algebr:
- Twierdzenie Gelfanda-Najmarka mówi, że każda przemienna C*-algebra {\displaystyle A} jest *-izomorficzna z C*-algebrą postaci {\displaystyle C_{0}(K)} dla pewnej lokalnie-zwartej przestrzeni Hausdorffa {\displaystyle K.} W istocie, przestrzeń {\displaystyle K} jest przestrzenią Gelfanda C*-algebry {\displaystyle A} (tj. transformata Gelfanda {\displaystyle \Gamma \colon A\to C_{0}(K)} jest epimorfizmem).
- Twierdzenie Gelfanda-Najmarka-Segala mówi, że każda C*-algebra {\displaystyle A} ma wierną reprezentację na pewnej przestrzeni Hilberta {\displaystyle H;} innymi słowy, każda C*-algebra jest *-izomorficzna z pewną pod-C*-algebrą algebry {\displaystyle {\mathcal {B}}(H)} dla pewnej przestrzeni Hilberta {\displaystyle H.}

## Aproksymowanie jedności, ideały, C*-algebry ilorazowe
Każda C*-algebra ma aproksymowalną jedność składającą się z elementów samosprzężonych, tj. w każdej C*-algebrze {\displaystyle A} istnieje taki ciąg uogólniony {\displaystyle (e_{\alpha })_{\alpha }} złożony z elementów samosprzężonych {\displaystyle (e_{\alpha }^{*}=e_{\alpha }),} że dla dowolnego {\displaystyle a\in A} zachodzi
{\displaystyle \lim x\ e_{\alpha }=\lim e_{\alpha }\ x=x.}
Rozważanie aproksymowalnych jedności jest zasadne w C*-algebrach, które nie mają jedności (gdy {\displaystyle A} ma jedność {\displaystyle e,} można przyjąć {\displaystyle e_{\alpha }=e}). W przypadku, gdy {\displaystyle J} jest domkniętym ideałem (obustronnym) w C*-algebrze {\displaystyle A,} dla każdego elementu {\displaystyle x\in J} istnieje taki ciąg {\displaystyle (f_{n})} elementów {\displaystyle J} o następujących własnościach:
1. widmo każdego elementu {\displaystyle f_{n}} zawarte jest w przedziale {\displaystyle [0,1];}
2. {\displaystyle \lim x\ f_{n}=x}

(gdy {\displaystyle A} ma jedność, wystarczy zdefiniować {\displaystyle f_{n},} używając ciągłego rachunku funkcyjnego, wzorem {\displaystyle f_{n}=nx^{2}(e+nx^{2})^{-1}}).
Używając tego faktu dowodzi się, że
Domknięte ideały w C*-algebrach są zamknięte ze względu na inwolucję. Innymi słowy, same są C*-algebrami.
Jeżeli {\displaystyle J} jest domkniętym ideałem w C*-algebrze {\displaystyle A} oraz {\displaystyle (f_{n})_{n}} oraz {\displaystyle x\in J,} to {\displaystyle x=\lim x\ f_{n}.} Z drugiej strony, {\displaystyle x^{*}=\lim f_{n}\ x^{*},f_{n}x^{*}\in J} oraz {\displaystyle J} jest domknięty, więc {\displaystyle x^{*}\in J.}
Zamkniętość domkniętych ideałów na inwolucję pozwala wprowadzić w ilorazowej algebrze Banacha powstałej przez ilorazowanie C*-algebry {\displaystyle A} przez domknięty ideał {\displaystyle J} inwolucję wzorem: {\displaystyle [x]^{*}=[x^{*}](x\in A).} Tak zadana inwolucja w {\displaystyle A/J} spełnia warunek (C*).
C*-algebry mogą być ubogie w ideały obustronne. Skrajnymi przykładami mogą być C*-algebry proste (C*-algebra {\displaystyle A} jest prosta, gdy nie ma ona innych ideałów obustronnych niż ideał trywialny {\displaystyle \{0\}} oraz ideał niewłaściwy {\displaystyle A}). C*-algebry proste można konstruować jako C*-algebry ilorazowe {\displaystyle B/J,} gdzie {\displaystyle B} jest pewną C*-algebrą oraz {\displaystyle J} jest jej ideałem maksymalnym. Przykładem jest algebra Calkina, tj. C*-algebra {\displaystyle {\mathcal {B}}(H)/\mathbf {K} (H),} gdzie {\displaystyle H} jest ośrodkową przestrzenią Hilberta, a {\displaystyle \mathbf {K} (H)} oznacza ideał operatorów zwartych na {\displaystyle H.} Algebra Calkina jest nieośrodkowa. Istnieją ośrodkowe C*-algebry proste, np. algebry Cuntza {\displaystyle O_{n}.}
Przeciwnie niż w przypadku ideałów obustronnych, C*-algebry mają zawsze nietrywialne ideały lewostronne. Jeżeli {\displaystyle \varphi } jest funkcjonałem dodatnim w C*-algebrze {\displaystyle A,} to zbiór
{\displaystyle N_{\varphi }=\{a\in A\colon \varphi (a^{*}a)=0\}}
jest ideałem lewostronnym w {\displaystyle A.} W C*-algebrze z jedynką każdy domknięty ideał lewostronny jest tej postaci (ogólniej, w dowolnej C*-algebrze każdy domknięty ideał modularny jest tej postaci).

## Iloczyny tensorowe C*-algebr
Niech {\displaystyle A} i {\displaystyle B} będą C*-algebrami. Algebraiczny iloczyn tensorowy {\displaystyle A\otimes B} ma naturalną strukturę *-algebry. Każda norma {\displaystyle \|{\cdot }\|} w {\displaystyle A\otimes B} spełniająca warunek (C*) jest normą krzyżową przestrzeni Banacha, tj.
{\displaystyle \|x\otimes y\|=\|x\|_{A}\cdot \|y\|_{B}\;\;(x\in A,y\in B)}.
Projektywny iloczyn tensorowy {\displaystyle \otimes _{\pi }} (przestrzeni Banacha) nie spełnia na ogół warunku (C*).